# Museum der Volksarchitektur in Kouřim
Das Freilichtmuseum Museum der Volksarchitektur in Kouřim (tschechisch Muzeum lidových staveb v Kouřimi), auch Skanzen Kouřim genannt, in Kouřim (Tschechien) ist ein Teilmuseum des Regionalmuseums von Kolín.

## Geschichte
Das Museum wurde im Jahr 1972 gegründet und 1976 eröffnet. Als Gelände diente ein alter Obstgarten. Das Sammelgebiet beschränkte sich zunächst auf die Region um das Museum: Posázaví, Mitte Povltaví und Podblanická. Nach der Eröffnung wurde das Konzept geändert. Man plante ein Freilichtmuseum für das ganze Gebiet der Tschechischen Republik, einem Teilstaat der damaligen Tschechoslowakei. Ziel war, Gebäude der Volksarchitektur aus dem gesamten Gebiet der Tschechischen Republik zu retten, um sie nebeneinander auf dem Museumsgelände aufzubauen und so einen Vergleich zwischen den verschiedenen Baustilen zu ermöglichen. 
Um 1990 konzentrierte man das Arbeitsgebiet wieder auf Böhmen (ohne Mähren und Schlesien). Im Jahr 1996 wurde der Museumskomplex zum Kulturdenkmal der Tschechischen Republik erklärt. Nach 1992 stockte die Erweiterung des Museums aufgrund von Rechtsstreitigkeiten mit den ursprünglichen Grundeigentümern. Diese konnten erst 2012 durch einen Vertrag abgeschlossen werden.

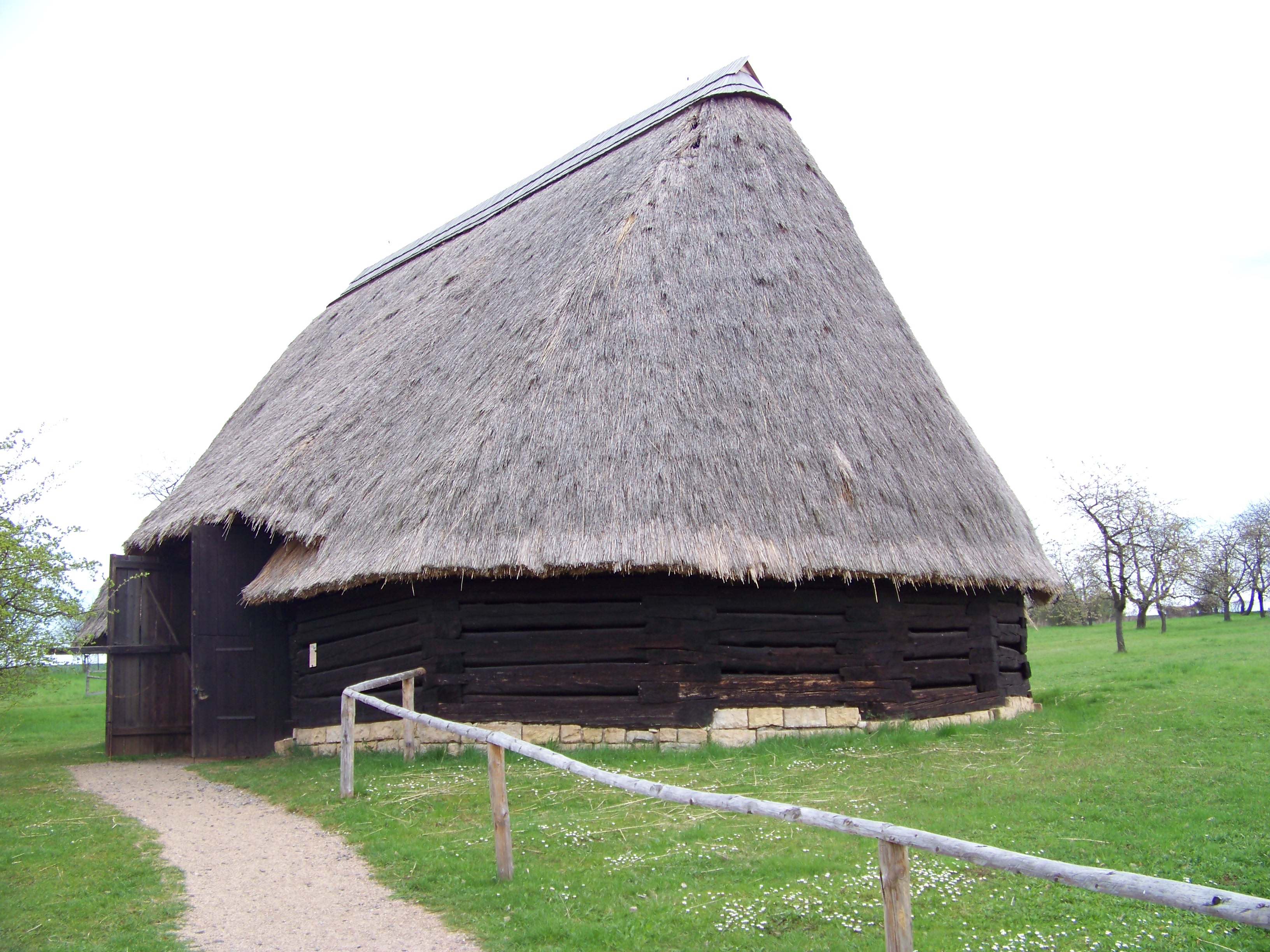
Pentagonale Scheune

Im Folgenden entwickelte man ein weiteres Konzept, mit dem das architektonische Erbe näher an das Leben in Tschechien von der frühen Neuzeit bis in das frühe 20. Jahrhundert gebracht werden soll – einschließlich der sozialen und regionalen Besonderheiten. Die bestehenden achtzehn – aus heutiger Sicht oftmals unsachgemäß wiederaufgebauten – Gebäude werden renoviert und um etwa 30 weitere Gebäude ergänzt. Das Projekt wird zu 85 Prozent aus EU-Mitteln finanziert.